# Goldie et Compagnie
Goldie et Compagnie (Goldie’s Oldies) est une série télévisée sitcom britannique en 20 épisodes de 22 minutes, créée par Evan Thaler Hicke et diffusée à partir du 15 mars 2021 au 16 juillet 2021 sur Nickelodeon (en).
En France, la série a été diffusée à partir du 24 mai 2021 sur Nickelodeon Teen et sur Comedy Central et sur MTV.

## Synopsis
Goldie, 14 ans, va devoir apprendre, après son déménagement, à vivre avec son grand-père en Angleterre et ses 3 colocataires qui sont aussi des personnes âgées. Venant des États-Unis, la vie de la jeune est chamboulée.

## Distribution
- Imogen Faires (VFB : Sophie Pyronnet) : Goldie Glickman-Park
- Gareth Hale (en) : Grand-père Maury
- Laura Barraclough (VFB : Marie Braam) : Loren
- Ifan Huw Dafydd (VFB : Michel Hinderyckx) : Terrance
- Melanie Gutteridge (en) (VFB : Esther Aflalo) : Sherri Park
- Jack Kane (VFB : Pierre Le Bec) : Shawn
- Sid Goldman (VFB : Alexis Flamant) : Danny Glickman-Park
- Josephine Lloyd-Welcome : Rainbow
- Eileen O'Brien (en) (VFB : Carine Seront) : Esther

### Voix françaises
- Achille Dubois
- Erico Salamone
- Esteban Oertli
- Jacqueline Ghaye
- Laurent Vernin
- Léonce Wapelhorst
- Marie du Bled
- Patrick Waleffe
- Robert Guilmard

- Version française :
  - Société de doublage : Lylo
  - Direction artistique : Sophie Jallet
  - Adaptation des dialogues : Estelle Simon

## Fiche technique
- Titre original : Goldie's Oldies
- Titre français : Goldie et Compagnie
- Création : Evan Thaler Hickey
- Réalisation : Evan Thaler Hickey
- Scénario : Mark Oswin
- Musique : Ed Seed
  - Générique : Flipbook Studio
- Direction artistique : Jean Ainsley
- Décors : Paul Rowan
- Costumes : Stevi Jelbart
- Photographie : Craig Feather
- Son : Ashoke Ghosh
- Montage : Alan Levy
- Casting : Tracey Gillham
- Production : Candida Julian-Jones, Gayle Cope
- Sociétés de production : Platform Post LTD, Nickelodeon Productions
- Sociétés de distribution : Nickelodeon
- Pays d'origine :   Royaume-Uni
- Langue originale : Anglais
- Format : Couleur - HDTV 1080i - 16:9 - Stéréo
- Genre : Sitecom
- Nombre de saisons : 1
- Nombre d'épisodes : 20
- Durée : 22 minutes
- Dates de première diffusion :
  - Royaume-Uni : 15 mars 2021
  - France : 24 mai 2021

## Épisodes
1. Pas touche aux écrans (All Hands Off Tech)
2. Le téléphone de fer (Game Of Phones)
3. Arnaques, crimes et gériatrie (Dirty Rotten Housemates)
4. Fantômes contre Hématomes (Smells Like Teen Spirits)
5. Notre chérie (Sherr-Ing Means Caring)
6. Mission : zéro spoiler ! (Spoiler Alert!)
7. Goldie et le vrai faux petit ami (Goldie & The Real Boy)
8. Arabesque télécommandée (Murder, She Remote)
9. Vivre et laisser espionner (Live And Let Spy)
10. Que la fête commence ! (We Came To Party)
11. Cache-cache (Hide & Sneak)
12. La semaine pyjama (The Big Sleepover)
13. Tirs et Complots (Kicking And Scheming)
14. Tiens-t'en au plan (Stand By Your Plan)
15. Mesures de furtivité (Stealth & Safety)
16. La comédie romantique des erreurs (Rom-Comedy Of Errors)
17. Un frigo trop loin (A Fridge Too Far)
18. Le babysitting de l'angoisse (Misadventures In Babysitting)
19. Taxi Motiveur (Taxi Reviver)
20. Une Américaine bizarre (An American Weird Girl In London)